# Дневная песчанка
Дневная песчанка (лат. Psammomys obesus) — грызун семейства мышиных, обитающий в песчаных пустынях от Алжира до Саудовской Аравии.
Длина тела от 14 до 18,5 см, длина хвоста от 12 до 15 см, вес от 80 до 150 г.
Вид встречается только в непосредственной близости от растений-суккулентов из семейства Амарантовые, которые являются его основным источником пищи. Это колониальный вид, живущий в системе нор, построенной в почве или песке. Активен как днём, так и ночью. Несколько раз в год самка рождает от 3 до 5 детёнышей.